# 713-й просить посадку
«713-й просить посадку» (рос. 713-й просит посадку) — російський радянський художній фільм, перший радянський фільм-катастрофа. Знятий режисером Григорієм Нікуліним на кіностудії «Ленфільм» в 1962 році.

## Зміст
Екіпаж літака, що здійснює трансатлантичний переліт, таємничим чином приспаний, і керованому автопілотом літаку загрожує небезпека. Пасажири літака — місіонер, солдат морської піхоти, адвокат, відома кіноакторка з сином, лікар Ріхард Гюнтер й інші — ні про що не підозрюють. Чи зможе небезпека згуртувати їх?

## Ролі
- Володимир Честноков — Ріхард Гюнтер, лікар-антифашист, ховається під ім'ям Філіпа Дюбуа
- Отар Коберідзе — безробітний юрист Генрі, доктор права (роль озвучив Артем Карапетян)
- Лев Круглий — Іржі, журналіст-хронікер
- Людмила Абрамова — Ева Прістлі
- Микола Корн — агент спецслужб
- Юхим Копелян — комівояжер-фармацевт
- Людмила Шагалова — Тереза
- Йосип Конопацький — місіонер
- Зана Заноні — індіанка
- Нонна Тен — в'єтнамська дівчина, що збиралася вступати на юридичний факультет МГУ
- Олександр Барушной — дон Лопес, латиноамериканський екс-диктатор, який втік від революції
- Оскар Лінд — філуменісти
- Рем Лебідєв — пасажир який сумнівається
- Володимир Висоцький — американський морський піхотинець
- Еве Ківі — стюардеса
- Володимир Марьєв — командир екіпажу
- Олександр Момбелі — другий пілот
- Юрій Дедович — Жак, льотчик
- Ю. Енакян — радист
- Аркадій Волгін — штурман
- Іраїда Гурзо — молода дружина
- Костянтин Худяков — американець-молодожон
- Олександр Віолін — заснулий пасажир
- Сергій Голованов — американець
- Ніна Агапова — американка
- Аркадій Оберберг — пан з акваріумними рибками
- Ліля Мурадова — дівчинка-індіанка
- Алик Францев — Фреді (роль озвучила Маргарита Корабельникова)
- Володимир Казарінов — епізод (в титрах не вказаний)

### Озвучування
- Артем Карапетян — роль Отара Коберідзе
- Маргарита Корабельникова — роль Аліка Францева

## Знімальна група
- Автори сценарію: Олексій Леонтьєв, Андрій Донатов
- Режисер-постановник — Григорій Нікулін
- Головний оператор — Веніамін Левітін
- Художники: Ігор Вускович, Марксен Гаухман-Свердлов
- Композитор — Георгій Портнов
- Звукооператор — Григорій Ельберт
- Режисер — Анна Тубеншляк
- Оператор — Вадим Грамматиков
- Комбіновані зйомки:
  - Оператор — Юрій Векслер
  - Художник — І. Денисов
- Монтажер — Олександра Боровська
- Гримери — Р. Кравченко Б. Соловйов
- Редактор — Фріжетта Гукасян
- Консультант — інженер-пілот 1-го класу С. Гриневич
- Директор картини — Я. Родін

## Технічні дані
- Виробництво кіностудії «Ленфільм»
- Художній фільм, односерійний, чорно-білий
- Тривалість — 73 хв.

## Прокат в СРСР
- В радянському прокаті 1962 року фільм зайняв 13 місце (27,9 мільйона глядачів).

## Цікаві факти
- На зйомках фільму Володимир Висоцький познайомився з Людмилою Абрамової і вони незабаром одружилися.
- Генрі читає вірш Карла Сендберга.
- На початку фільму в кадр потрапляє літак авіакомпанії «Сабена», літак якої пізніше постраждає від терористичного акту.